# Afshan Azad
Afshan Azad, britanska filmska igralka, * 12. februar 1988, Manchester, Anglija, Združeno kraljestvo.
Najbolj je znana po vlogi Padme Patil v filmih o Harryju Potterju.
Trenutno živi v Manchestru, skupaj s svojo družino muslimanske vere. Azadova je zelo dobra prijateljica s svojima soigralkama v Harryju Potterju: Bonnie Wright, ki igra Ginny Weasley in Katie Leung, ki je upodobila Cho Chang.

## Filmografija
- Harry Potter in ognjeni kelih (film) (2005)
- Harry Potter in Feniksov red (film) (2007)
- Harry Potter in Feniksov red (igra) (2007)